# Husmoderfilm 2 (komplet program)
|  | Denne artikel er oprettet af botten Steenthbot ud fra en ekstern database. Den kan derfor have sproglige fejl eller mangler. Denne skabelon kan fjernes efter kontrol af indholdet. |

Husmoderfilm 2 [komplet program] er en dansk dokumentarfilm fra 1956.

## Handling
Ni små film om husmoderens arbejde